# Polder Stolwijk
Polder Stolwijk is een polder en voormalig waterschap in de Krimpenerwaard, grofweg gesitueerd tussen Achterbroek en Stolwijk, in de Nederlandse provincie Zuid-Holland. 
Tussen 1805 en 1858 stond de polder Stolwijk onder beheer van het ambacht Stolwijk. In 1952 is de polder uitgebreid met het Waterschap der Gemene waterontlasting van de polders Stolwijk, het Beijersche, Den Agterbroek, Kattendijksblok en Middelblok en Veerstalblok voor het gedeelte Veerstalblok, of Waterschap Stolwijk, en met de polders die deelnamen in dit waterschap. In 1967 is de polder uitgebreid met de polder Berkenwoude.
De Stolwijkse Boezem ten zuiden van Gouderak is de uitwateringsboezem van de polder Stolwijk, van waaruit het overtollige water op de Hollandse IJssel wordt geloosd om via de Nieuwe Maas afgevoerd te worden naar de Noordzee. Oorspronkelijk gebeurde dit door middel van windmolens en sinds 1866 door gemaal Verdoold.

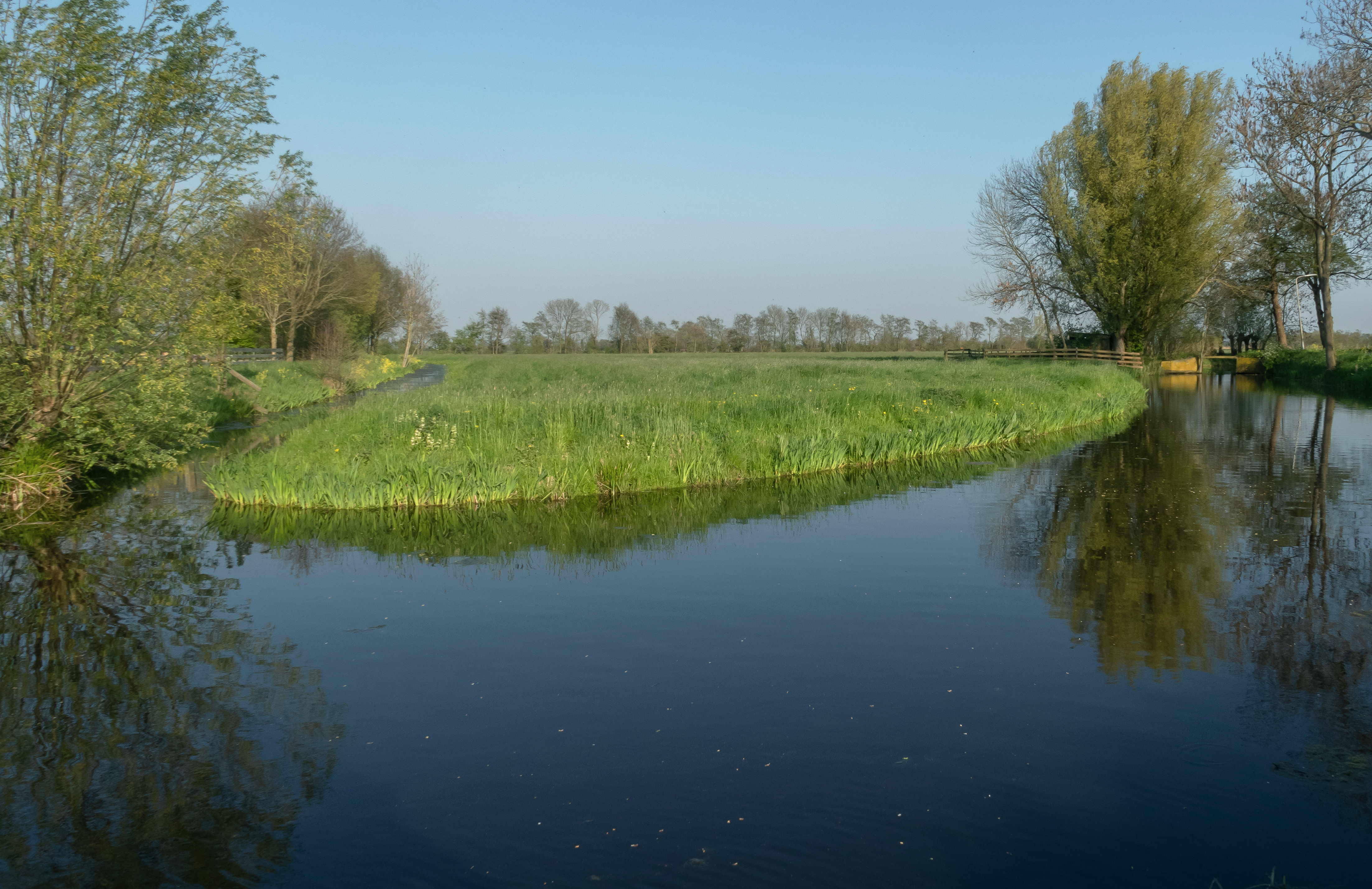
Stolwijk, zicht in de polder bij Beijerscheweg-Goudseweg

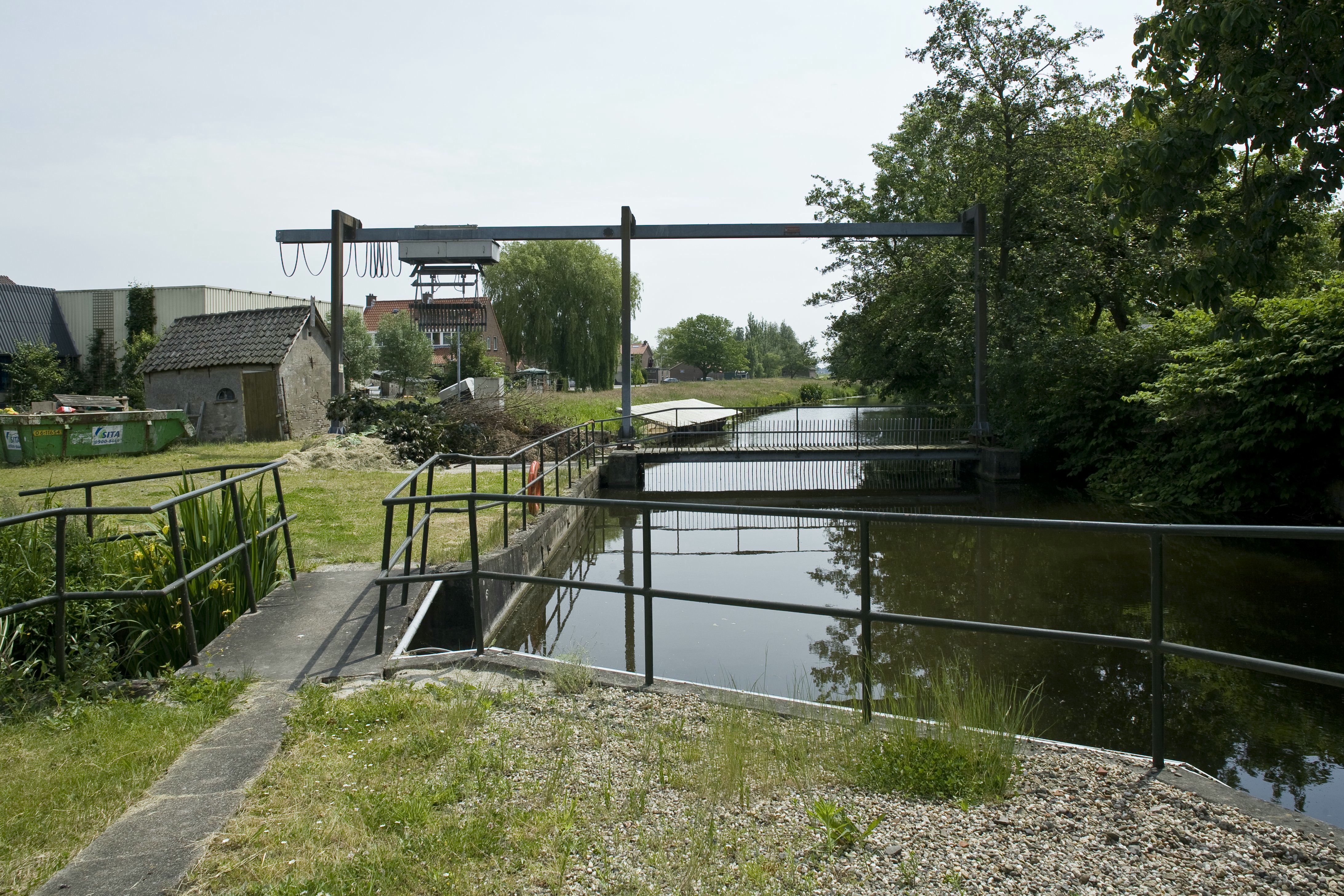
Stolwijkse Boezem, gezien vanaf het gemaal. Links de kroosbrug van het gemaal.

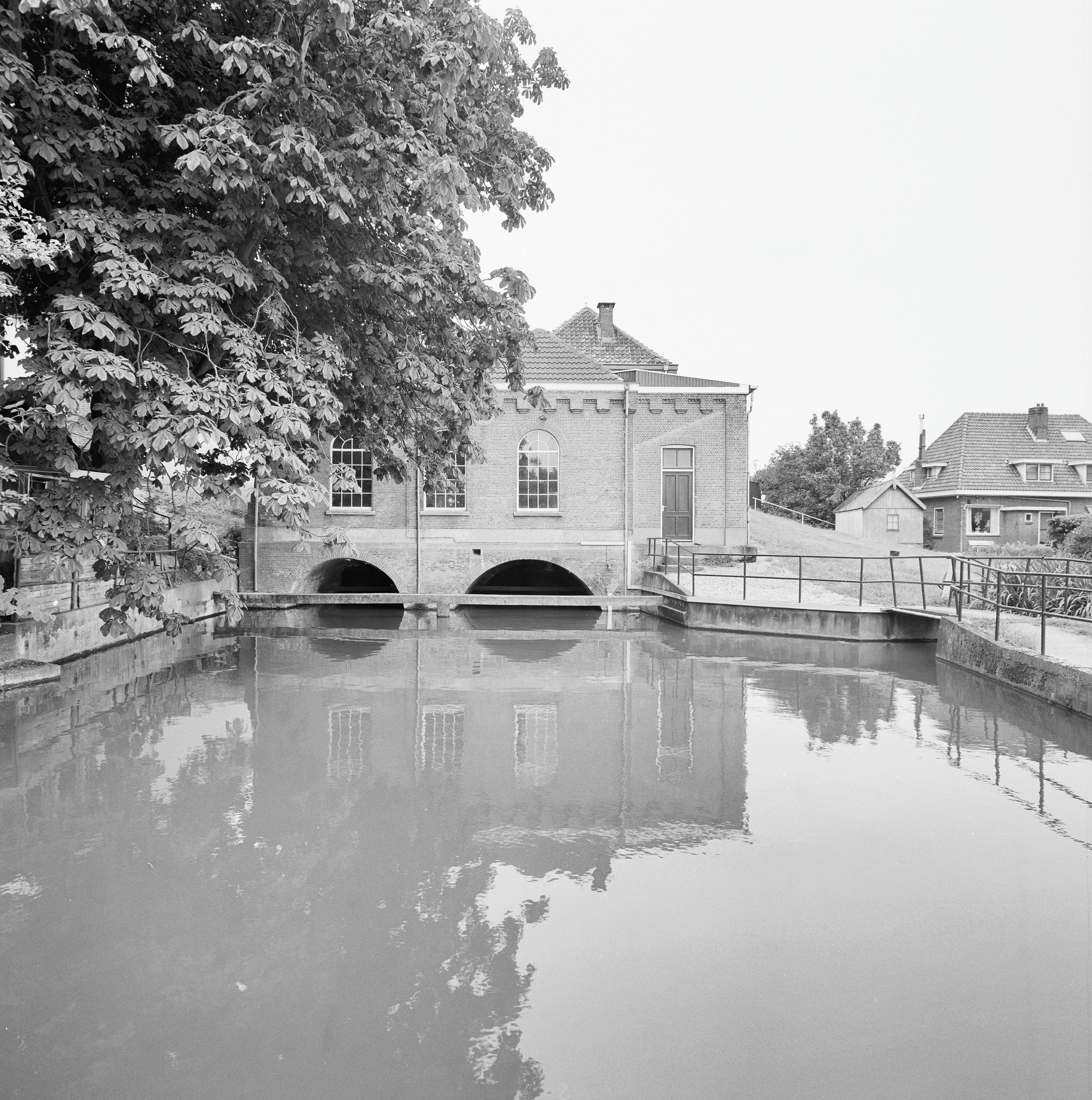
De Stolwijkse Boezem in 1994, met achteraanzicht van Gemaal Verdoold